# Choerodon margaritiferus
Choerodon margaritiferus Fowler & Bean, 1928  è un pesce d'acqua salata appartenente alla famiglia Labridae.

## Distribuzione e habitat
È una specie demersale che proviene dalle zone tropicali dell'oceano Pacifico; si trova nelle Filippine e in Nuova Caledonia. Di solito è in grado di nuotare fino a 70 m di profondità.

## Descrizione
Presenta un corpo abbastanza allungato, mediamente compresso ai lati, con la testa dal profilo arrotondato e non schiacciato. La colorazione è giallastra o rosa molto pallida, anche se sulla testa, attorno all'occhio, rotondo e giallo, ci possono essere delle striature azzurre. La pinna caudale non è biforcuta e il dorso è più scuro, le pinne sono molto chiare. La lunghezza massima registrata è di 11 cm.

## Riproduzione
È oviparo e la fecondazione è esterna; non ci sono cure verso le uova.

## Conservazione
Questa specie non è pescata molto frequentemente soprattutto a causa della sua abitudine di nuotare in acque abbastanza profonde, e quindi viene classificata come "a rischio minimo" (LC) dalla lista rossa IUCN.